# Коленово (Киржачский район)
Коленово — деревня в Киржачском районе Владимирской области России, входит в состав Кипревского сельского поселения. 

## География
Деревня расположена в 22 км на юго-восток от центра поселения деревни Кипрево и в 26 км на юго-восток от райцентра города Киржач.

## История
По писцовым книгам 1637 года деревня Коленово вместе с селом Фетиново значилось за боярином князем Семеном Васильевичем Прозоровским.
По данным на 1860 год деревня принадлежала Дмитрию Дмитриевичу Казакову.
В XIX — начале XX века деревня входила в состав Фуниково-Горской волости Покровского уезда, с 1926 года — в составе Овчининской волости Александровского уезда. В 1859 году в деревне числилось 19 дворов, в 1905 году — 35 дворов, в 1926 году — 45 дворов.
С 1929 года деревня входила в состав  Телешовского сельсовета Киржачского района, с 1940 года — в составе Хмелевского сельсовета, с 1969 года — в составе Новоселовского сельсовета, с 2005 года — в составе Кипревского сельского поселения.

## Население
| 1859 | 1905 | 1926 | 2002 | 2010 | 2021 |
| ---- | ---- | ---- | ---- | ---- | ---- |
| 127  | ↗177 | ↗214 | ↘0   | →0   | →0   |